# 彩虹小馬：紫悅，一日教師
《小马宝莉：紫悦，一日之师》是一款由Ruckus Media Group开发，孩之宝发行，灵感来源于系列动画片《小马宝莉：友情就是魔法》的益智游戏/故事书应用。其在2011年9月22日于苹果App Store上架。

## 游戏过程
该应用程序以交互式故事书的方式运行，并带有三种阅读方式。玩家可以让讲述人将故事朗读给他们，同时每个单词会在屏幕上对应地突出显示；自行通过屏幕上的文本框阅读；或者在自行朗读的同时录音以供回放。应用内也带有两个小游戏来分解故事情节，二者均运用了典型的iDevice元素。玩家不得不倾斜设备来通过一段短迷宫时，加速度计被使用；而之后的“找不同”中使用了触摸屏。此外，故事书的每一页都带有一个闪光物品的彩蛋，当物品被点击时，会激活一段动画或者音频片段。玩家可以通过完成小游戏的方式获得一些单词作为奖励，这些单词可以在最后的活动中使用。该活动由一个三页纸的故事模板组成，玩家可以将先前获得的单词填入其中，来创造自己的故事。

## 反响
紫悦，一日之师的反响是褒贬不一的，其中Equestria Daily对游戏作出了正面评价，但是称其主要面向的是动画的年轻观众而非其相对年长的粉丝群。Common Sense Media给予游戏三星（满分五星）的评价，称之为“交互性有限但是比较像样的游戏”。《连线》杂志的一位评论员给予游戏正面评价，称尽管价格有点高，但是“对一个有吸引力、而且精心制作的授权作品来说肯定不是太大问题”。